# Джейкобсон, Говард
Го́вард Дже́йкобсон (англ. Howard Jacobson; род. 25 августа 1942 года, Манчестер) — британский писатель и журналист. 
Лауреат Букеровской премии 2010 года за роман «Вопрос Финклера» (англ. The Finkler Question).
Книга, опубликованная лондонским издательством «Блумсбери», исследует вопросы современной жизни евреев, а также посвящена темам «любви, потери и мужской дружбы». Председатель жюри Букеровской премии 2010 Эндрю Моушн (англ. Andrew Motion) сказал о романе следующее:

«Вопрос Финклера» — чудесная книга: очень весёлая, конечно, но и очень умная, печальная и тонкая. В ней есть всё, чего от неё ожидаешь, и гораздо больше. Абсолютно достойный лауреат этой выдающейся премии.
Оригинальный текст (англ.)The Finkler Question is a marvellous book: very funny, of course, but also very clever, very sad and very subtle. It is all that it seems to be and much more than it seems to be. A completely worthy winner of this great prize.

Джейкобсон стал старейшим лауреатом (68 лет) со времён присуждения премии Уильяму Голдингу в 1980 году, а «Вопрос Финклера» — первым юмористическим романом-победителем за всю 42-летнюю историю премии.

## Биография
Из еврейской семьи с корнями в Каменце-Подольском (со стороны отца) и Литве (со стороны матери). Его брат Стивен Джейкобсон (англ. Stephen Jacobson, род. 1946) — художник, бывший гитарист групп The Whirlwinds и The Mockingbirds. Окончил Кембриджский университет. Читал лекции в университете Сиднея, затем вернулся преподавателем в Кембридж. Он также успешный телеведущий и ведет колонку в газете «Independent». Наиболее известен благодаря написанию юмористических романов на тему проблем британских евреев.

## Произведения автора
Художественная литература
- 1983 — Coming From Behind, Chatto & Windus
- 1984 — Peeping Tom, Chatto & Windus
- 1986 — Redback, Bantam
- 1992 — The Very Model of a Man, Viking
- 1998 — No More Mister Nice Guy, Cape
- 1999 — The Mighty Walzer, Cape
- 2002 — Who’s Sorry Now, Cape
- 2004 — The Making of Henry, Cape
- 2006 — Kalooki Nights, Cape
- 2008 — The Act of Love, Cape
- 2010 — The Finkler Question, Bloomsbury
- 2012 — Zoo time
- 2014 — J, Bloomsbury (шорт-лист Букеровской премии 2014)
- 2016 — Shylock Is My Name
- 2017 — Pussy, Cape
- 2019 — Live a Little, Cape

Издания на русском языке
- Джейкобсон Г. Вопрос Финклера / Пер. с англ. Василия Дорогокупли. — СПб.: Азбука, Азбука-Аттикус, 2011. — 384 с. — ISBN 978-5-389-02147-1.
- Джейкобсон Г. Время зверинца / Пер. с англ. Василия Дорогокупли. — Москва.: «Иностранка», 2013. — 416 с. — ISBN 978-5-389-04789-1.
- Джейкобсон Г. Меня зовут Шейлок / Пер. с англ. Татьяна Зюликова. — М.: Эксмо, 2017. — 352 с. — ISBN 978-5-699-98877-8.
- Джейкобсон Г. [джей] / Пер. с англ. Аркадий Кабалкин. — М.: Книжники, 2019. — 344 с. — ISBN 978-5-906999-27-6.

Нехудожественная литература
- 1978 — Shakespeare’s Magnanimity: Four Tragic Heroes, Their Friends and Families (совместно с Wilbur Sanders), Chatto & Windus
- 1987 — In the Land of Oz, Hamish Hamilton
- 1993 — Roots Schmoots: Journeys Among Jews, Viking
- 1997 — Seriously Funny: From the Ridiculous to the Sublime, Viking